# Časovni pregled astronomov
Seznam astronomov, urejen časovno naraščajoče.

## Pred letom 1
- Tales (Milet, Mala Azija, okoli 635 pr. n. št.–okoli 543 pr. n. št.)
- Anaksimander (Grčija, okoli 609 pr. n. št.–545 pr. n. št.)
- Naburimani (Babilonija, okoli 560 pr. n. št.–480 pr. n. št.)
- Kleostrat (Tinedos, okoli 500 pr. n. št.–430 pr. n. št.)
- Oinopid (Grčija, okoli 490 pr. n. št.–okoli 420 pr. n. št.)
- Evktemon (Grčija, okoli 480 pr. n. št.–410 pr. n. št.)
- Filolaj (Kroton, 480 pr. n. št.–okoli 405 pr. n. št.)
- Hipokrat (Grčija, okoli 470 pr. n. št.–410 pr. n. št.)
- Meton (Grčija, okoli 470 pr. n. št.–okoli 400 pr. n. št.)
- Bion Abderski (Grčija, okoli 430 pr. n. št.–okoli 360 pr. n. št.)
- Arhit (Grčija, 428 pr. n. št.–347 pr. n. št.)
- Evdoks (Knida, Mala Azija, 410 pr. n. št.–347 pr. n. št.)
- Kidinu (Babilon, okoli 400 pr. n. št.–330 pr. n. št.)
- Heraklit Pontski (Mala Azija, okoli 388 pr. n. št.–310 pr. n. št.)
- Kalip (Grčija, okoli 370 pr. n. št.–300 pr. n. št.)
- Avtolik (Grčija, okoli 360 pr. n. št.–okoli 295 pr. n. št.)
- Filip Opuntski (Grčija, okoli 350 pr. n. št.)
- Piteas (Grčija, okoli 340 pr. n. št.–okoli 270 pr. n. št.)
- Timoharis (Grčija, okoli 320 pr. n. št.–okoli 260 pr. n. št.)
- Arat (Grčija, 315 pr. n. št.–240 pr. n. št.)
- Aristarh (Grčija, 310 pr. n. št.–okoli 230 pr. n. št.)
- Berosus (Babilonija, okoli 310 pr. n. št.–okoli 240 pr. n. št.)
- Aristil (Grčija, okoli 300 pr. n. št.–okoli 230 pr. n. št.)
- Arhimed (Sirakuze, 287 pr. n. št.–212 pr. n. št.)
- Konon (Samos, Grčija), okoli 280 pr. n. št.–220 pr. n. št.)
- Eratosten (Aleksandrija, Ptolemajski Egipt, 276 pr. n. št.–194 pr. n. št.)
- Apolonij (Pergeja, 265 pr. n. št.–170 pr. n. št.)
- Sudin (Babilon, okoli 240 pr. n. št.)
- Hiparh (Nikeja, okoli 190 pr. n. št.–120 pr. n. št.)
- Hipsiklej (Grčija, okoli 190 pr. n. št.–120 pr. n. št.)
- Selevk (Selevkija, okoli 190 pr. n. št.–)
- Aglaonike (Grčija, okoli 150 pr. n. št.)
- Atal Rodoški (Grčija, okoli 150 pr. n. št.)
- Posidonij (Grčija, okoli 135 pr. n. št.–51 pr. n. št.)
- Teodozij (Grčija, okoli 130 pr. n. št.–okoli 60 pr. n. št.)
- Andronik (Grčija, okoli 100 pr. n. št.)
- Akorej (Rimski imperij, okoli 100 pr. n. št.–okoli 30 pr. n. št.)
- Gemin (Grčija, okoli 90 pr. n. št.–okoli 20 pr. n. št.)
- Sosigen (Ptolemajski Egipt, okoli 90 pr. n. št.–okoli 20 pr. n. št.)

## 1–1000
- Agripa (Grčija, okoli 40–okoli 110)
- Menelaj (Aleksandrija, okoli 70–okoli 140)
- Čang Heng (Kitajska, 78–139)
- Klavdij Ptolemej (Rimski Egipt, okoli 85–165)
- Teon I. (Smirene, Grčija, okoli 90–okoli 160)
- Kleomed (Grčija), okoli 120–okoli 190)
- Sosigen Peripatetik (Grčija, okoli 150)
- Sporos (Nikeja, okoli 240–300)
- Teon II. (Aleksandrija, Egipt, okoli 335–okoli 405)
- Ču Čungdži (Kitajska, 429–501)
- Aryabhata I. Starejši (Indija, 476–550)
- Brahmagupta (Indija, 598–668)
- Li Čungfeng (Kitajska, 602–670)
- I Sin (Kitajska, 683–727)
- Al-Fazari (Irak, okoli 735–806)
- Jakub ibn Tarik (Bagdad, Abasidski kalifat, ???–okoli 796)
- Al-Hvarizmi (Hiva, Abasidski kalifat, 780–850)
- Abu Mašar (Irak, 787–886)
- Al-Fargani (Fargana, okoli 805–okoli 880)
- Tabit ibn Kora (Haranski kalifat, 826–901)
- Albatani (Irak, 850–929)
- Al-Najrizi (Iran, okoli 865–okoli 992)
- Ali Ben Isa (okoli 890–okoli 960)
- Kalid Ben Abdulmelik (okoli 890–okoli 960)
- Abdurahman Ali Sufi (Iran, 903–986)
- Abul Vefa (Iran, 940–998)
- Al-Kudžandi (Tadžikistan, okoli 940–1000)
- Al-Majriti (arabska Španija, ????–okoli 1007)
- Ibn Junis (Egipt, 950–1009)
- Abu Nasr Mansur (Gasna, 970–1036)
- Amr-al-Karmani (arabska Španija, 970–1066)
- Kušiar (Irak, 971–1029)
- Al-Biruni (Gasna, 973–1048)

## 1000–1400
- Al-Zarkali (Španija, 1028–1087)
- Omar Hajam (Perzija, 1048–1131)
- Abraham Hija (Španija, okoli 1070–okoli 1136)
- Ibn Badža (Španija, 1095–1138)
- Aflah (Španija, okoli 1100–okoli 1160)
- Bhaskara (Indija, 1114–1185)
- Al-Bitrudži (Španija, okoli 1130–1204)
- Jordan Nemorarij (Nemčija, okoli 1170–1237)
- Robert Grosseteste (Anglija, okoli 1175–1253)
- Johannes de Sacrobosco (Anglija, okoli 1195–okoli 1256)
- Nasir at-Tusi (Abasidski kalifat, 1201–1274)
- Johannes Campanus (Italija, 1220–1296)
- Guo Šoudžing (Kitajska, 1231–1316)
- Al-Farisi (Iran, 1267–1319)
- Jean de Muris (Francija, 1290–1351)
- Ibn aš-Šatir (Sirija, 1304–1375)
- Nicole Oresme (Francija, 1323–1382)
- Gijasedin al-Kaši (Timuridsko cesarstvo, okoli 1370–1429)
- Jan Šindel (Češka, 1370–1443)
- Ulug Beg (Timuridsko cesarstvo, 1394–1449)

## 15. stoletje
- Nikolaj Kuzanski (Nemčija, 1401–1464)
- Ali Kušči (Timuridsko cesarstvo, Osmansko cesarstvo, 1403–1474)
- Ivan Vitez Sredniški (Hrvaška 1405/08–1472)
- Georg Aunpekh von Peurbach (Avstrija, 1423–1461)
- Janus Pannonius (Hrvaška, 1434–1472)
- Regiomontan (Johannes Müller) (Nemčija, 1436–1476)
- Albert Brudzewski (Poljska, 1445–1497)
- Abraham Zacuto (Portugalska, 1450–1510)
- Petrus Astronomus (Švedska, ????–po 1513)
- Johannes Stöffler (Nemčija, 1452–1531)
- Domenico Maria de Novara (Italija, 1454–1504)
- Nikolaj Kopernik (Prusija, 1473–1543)
- Johannes Schöner (Nemčija, 1477–1547)
- Girolamo Fracastoro (Italija, 1478–1553)
- Georg Tannstetter (Avstrija, 1482–1535)
- Andrej Perlah (Slovenija, 1490–1551)
- Peter Apian (Nemčija, 1495–1557)

## 16. stoletje
- Jakob Milich (Nemčija, 1501–1559)
- Gerolamo Cardano (Italija, 1501–1576)
- Regnier Gemma Frisius (Nizozemska, Belgija, 1508–1555)
- Luigi Ghiraldi Lilio (Italija, 1510–1576)
- Erasmus Reinhold (Prusija, Nemčija, 1511–1553)
- Georg Joachim Lauchen von Retij (Nemčija, 1514–1574)
- Johann Hommel (Nemčija, 1518–1562)
- Valentin Naboth (Nemčija, 1523–1593)
- Taki al-Din (Sirija, Osmansko cesarstvo, 1526–1585)
- John Dee (Anglija, 1527–1608)
- Andrija Dudić (Hrvaška, 1533–1589)
- Ignazio Danti (Italija, 1536–1586)
- Christopher Clavius (Nemčija, Italija, 1538–1612)
- Guidobaldo del Monte (Italija, 1545–1607)
- Paul Wittich (Nemčija, 1546–1586)
- Thomas Digges (Anglija, 1546–1595)
- Tycho Brahe (Danska, 1546–1601)
- Giordano Bruno (Italija, 1548–1600)
- Michael Maestlin (Nemčija, 1550–1631)
- Joost Bürgi (Švica, 1552–1632)
- Thomas Harriot (Anglija, 1560–1621)
- Philippe van Lansberge (Nizozemska, 1561–1632)
- Christen Longberg (Danska, 1562–1647)
- David Fabricij (Nizozemska, 1564–1617)
- Galileo Galilei (Italija, 1564–1642)
- Giuseppe Biancani (Italija, 1566–1624)
- Marin Getaldić (Dubrovnik, 1568–1626)
- Johannes Kepler (Nemčija, 1571–1630)
- Adriaan Metius (Nizozemska, 1571–1635)
- Johann Bayer (Nemčija, 1572–1625)
- Simon Marij (Nemčija, 1573–1624)
- Christoph Scheiner (Nemčija, 1575–1650)
- William Oughtred (Anglija, 1575–1660)
- Paul Guldin (Švica, Italija, Avstrija, 1577–1643)
- Nicolas-Claude Fabri de Peiresc (Francija, 1580–1637)
- Willebrord Snell van Royen (Nizozemska, 1580–1626)
- Godefroy Wendelin (Belgija, 1580–1667)
- Charles Malapert (Belgija, 1581–1630)
- John Bainbridge (Anglija, 1582–1643)
- Johann Baptist Cysat (Švica, 1586–1657)
- Niccolò Zucchi (Italija, 1586–1670)
- Johannes Fabricij (Nizozemska, 1587–1616)
- Josip Salomon Delmedigo (1591–1655)
- Pierre Gassendi (Francija, 1592–1655)
- Henry Gellibrand (Anglija, 1597–1636)
- Bonaventura Francesco Cavalieri (Italija, 1598–1647)
- Giovanni Battista Riccioli (Italija, 1598–1671)
- Michael Florent van Langren (Belgija, 1598–1675)

## 17. stoletje
- Maarten van den Hove (Nizozemska, 1605–1639)
- Ismael Bullialdus (Francija, 1605–1694)
- Giovanni Alfonso Borelli (Italija, 1608–1679)
- Johannes Hevel (Poljska, Nemčija, 1611–1687)
- Stjepan Gradić (Hrvaška, 1613–1683)
- Johann Henrich Voigt (Nemčija, 1613–1691)
- Kamalakara (Indija, 1616–1700)
- Seth Ward (Anglija, 1617–1689)
- Jeremiah Horrocks (Anglija, 1618–1641)
- Francesco Maria Grimaldi (Italija, 1618–1663)
- Jean-Felix Picard (Francija, 1620–1682)
- Magnus Celsius (Švedska, 1621–1679)
- Adrien Auzout (Francija, 1622–1691)
- Giovanni Domenico Cassini I. (Italija, Francija, 1625–1712)
- Christiaan Huygens (Nizozemska, 1629–1695)
- Jean Richer (Francija, 1630–1696)
- Christopher Wren (Anglija, 1632–1723)
- Geminiano Montanari (Italija, 1633–1687)
- James Gregory (Škotska, 1638–1675)
- Edward Bernard (Anglija, 1638–1696)
- Philippe de La Hire (Francija, 1640–1718)
- Isaac Newton (Anglija, 1643–1727)
- Ole Christensen Rømer (Danska, 1644–1710)
- John Flamsteed (Anglija, 1646–1719)
- Johann Philipp von Wurzelbauer (Nemčija, 1651–1725)
- Edmond Halley (Anglija, 1656–1742)
- David Gregory (Škotska, 1661–1708)
- Francesco Bianchini (Italija, 1662–1729)
- Nicolas Fatio de Duillier (Švica, 1664–1753)
- Giacomo Filippo Maraldi (Italija, Francija, 1665–1729)
- Ignjat Đurđević (Hrvaška, 1675–1737)
- Pierre Lemonnier (Francija, 1675–1757)
- Jacques Cassini II. (Francija, 1677–1756)
- Jean-Jacques Dortous de Mairan (Francija, 1678–1771)
- Peter Horrebow (Danska, 1679–1764)
- John Hadley (Anglija, 1682–1744)
- Savai Džai Singh II. (Indija, 1686–1743)
- John Machin (Anglija, okoli 1686–1751)
- Joseph-Nicolas Delisle (Francija, 1688–1768)
- James Bradley (Anglija, 1693–1762)
- John Bevis (Anglija, 1695–1771)
- Olof Petrus Hjorter (Švedska, 1696–1750)
- Pierre Bouguer (Francija, 1698–1758)
- Pierre-Louis Moreau de Maupertuis (Francija, 1698–1759)
- Nathaniel Bliss (Anglija, 1700–1764)

## 18. stoletje
- Anders Celsius (Švedska, 1701–1744)
- Ferdinand Konščak (Hrvaška, 1703–1759)
- Jean-François Séguier (Francija, 1703–1784)
- Thomas Godfrey (Anglija, 1704–1749)
- Matthew Raper (Anglija, 1705–1778)
- Giuseppe Asclepi (Italija, 1706–1776)
- Mårten Strömer (Švedska, 1707–1770)
- Leonhard Euler (Švica, 1707–1783)
- Giovanni Domenico Maraldi (Italija, Francija, 1709–1788)
- Georg Matthias Bose (Nemčija, 1710–1761)
- James Short (Škotska, Anglija, 1710–1768)
- James Ferguson (Škotska, 1710–1776)
- Ignacije Szentmartony (Hrvaška, 1710–1793)
- Thomas Wright (Anglija, 1711–1786)
- Ruđer Josip Bošković (Dalmacija, 1711–1787)
- Nicolas Louis de Lacaille (Francija, 1713–1762)
- Alexis Claude Clairaut (Francija, 1713–1765)
- John Winthrop (ZDA, 1714–1779)
- César-François Cassini de Thury III. (Francija, 1714–1784)
- Pierre Charles Le Monnier (Francija, 1715–1799)
- Ivan Luka Zuzorić (Hrvaška, 1716–1746)
- Johan Maurits Mohr (Nizozemska Indija, 1716–1775)
- Jacques Leibax Montaigne (Francija, 1716–1785?)
- Antonio de Ulloa (Španija, 1716–1795)
- Pehr Wilhelm Wargentin (Švedska, 1717–1783)
- Jean-Philippe Loys de Chéseaux (Švica, 1718–1751)
- Antoine Darquier de Pellepoix (Francija, 1718–1802)
- John Mudge (Anglija, 1721–1793)
- Tobias Mayer (Nemčija, 1723–1762)
- Nicole-Reine Etable de la Briere Hortense Lepaute (Francija, 1723–1788)
- John Michell (Anglija, 1724–1793)
- Guillaume-Joseph-Hyacinthe-Jean-Baptiste Le Gentil (Francija, 1725–1792)
- Johann Heinrich Lambert (Francija, Nemčija, 1728–1777)
- Johann Daniel Titius (Nemčija, 1729–1796)
- Charles Mason (Anglija, ZDA, 1730–1787)
- Charles Messier (Francija, 1730–1817)
- Benjamin Banneker (ZDA, 1731–1806)
- Joseph Jérôme Lefrançois de Lalande (Francija, 1732–1807)
- Nevil Maskelyne (Anglija, 1732–1811)
- Jean Charles de Borda (Francija, 1733–1799)
- Thomas Hornsby (Anglija, 1733–1810)
- Gorju Asada (Japonska, 1734–1799)
- Jean Sylvain Bailly (Francija, 1736–1793)
- Joseph-Louis de Lagrange (Italija, Francija, 1736–1813)
- William Herschel (Anglija, 1738–1822)
- Erik Prosperin (Švedska, 1739–1803)
- Anders Johan Lexell (Švedska, Rusija, 1740–1784)
- Friedrich von Hahn (Nemčija, 1742–1805)
- Pierre-François-André Méchain (Francija, 1744–1804)
- Eise Eisinga (Nizozemska, 1744–1828)
- Franjo Bruna (Hrvaška, Madžarska, 1745–1817)
- Johann Hieronymus Schröter (Nemčija, 1746–1816)
- Giuseppe Piazzi (Italija, 1746–1826)
- Johann Elert Bode (Nemčija, 1747–1826)
- Jean-Dominique Cassini IV. (Francija, 1748–1845)
- Samuel Vince (Anglija, 1749–1821)
- Jean Baptiste Joseph Delambre (Francija, 1749–1822)
- John Hellins (Anglija, 1749–1827)
- Pierre-Simon Laplace (Francija, 1749–1827)
- Caroline Lucretia Herschel (Anglija, 1750–1848)
- George Shuckburgh-Evelyn (Anglija, 1751–1804)
- Abraham Robertson (Škotska, 1751–1826)
- Ivan Paskvić (Hrvaška, Madžarska, 1754–1829)
- Franz Xaver von Zach (Nemčija, 1754–1832)
- Honoré Flaugergues (Francija, 1755–1830)
- Stephen Groombridge (Anglija, 1755–1832)
- Ernst Florens Friedrich Chladni (Nemčija, 1756–1827)
- Jan Śniadecki (Poljska, 1756–1830)
- Heinrich Wilhelm Mathias Olbers (Nemčija, 1758–1840)
- Jean-Louis Pons (Francija, 1761–1831)
- Mirko Daniel Bogdanić (Hrvaška, Madžarska, 1762–1802)
- John Mortimer Brinkley (Anglija, Irska, 1763–1835)
- John Goodricke (Nizozemska, Anglija, 1764–1786)
- Karl Ludwig Harding (Nemčija, 1765–1834)
- John Pond (Anglija, 1767–1836)
- Alexis Bouvard (Francija, 1767–1843)
- William Pearson (Anglija, 1767–1847)
- Marie-Charles Damoiseau (Francija, 1768–1846)
- Johann Georg Repsold (Nemčija, 1770–1830)
- Niccolò Cacciatore (Italija, 1770–1841)
- Nathaniel Bowditch (ZDA, 1773–1838)
- Thomas Makdougall Brisbane (Škotska, 1773–1860)
- Johann Wilhelm Andreas Pfaff (Nemčija, 1774–1835)
- Stephen Peter Rigaud (Anglija, 1774–1839)
- Francis Baily (Anglija, 1774–1844)
- Jean-Baptiste Biot (Francija, 1774–1862)
- Johann Georg von Soldner (Nemčija, 1776–1833)
- Jean-Jacques Blanpain (Francija, 1777–1843)
- Carl Friedrich Gauss (Nemčija, 1777–1855)
- Heinrich Christian Schumacher (Nemčija, 1780–1850)
- Bernhard von Lindenau (Nemčija, 1780–1854)
- Joseph Johann von Littrow (Avstrija, 1781–1840)
- Giovanni Antonio Amedeo Plana (Italija, 1781–1864)
- Wilhelm von Biela (Avstrija, 1782–1856)
- Claude-Louis Mathieu (Francija, 1783–1875)
- Friedrich Wilhelm Bessel (Nemčija, 1784–1846)
- Cristoph Hansteen (Norveška, 1784–1873)
- James South (Anglija, 1785–1867)
- François Jean Dominique Arago (Francija, 1786–1853)
- Jacques Philippe Marie Binet (Francija, 1786–1856)
- Giovanni Battista Amici (Italija, 1786–1863)
- Jean Elias Benjamin Valz (Francija, 1787–1867)
- Karl Ludwig Christian Rümker (Nemčija, Anglija, 1788–1862)
- William Henry Smyth (Anglija, 1788–1865)
- Edward Sabine (Irska, Anglija, 1788–1883)
- William Cranch Bond (ZDA, 1789–1859)
- Samuel Heinrich Schwabe (Nemčija, 1789–1875)
- August Ferdinand Möbius (Nemčija, 1790–1868)
- Johann Franz Encke (Nemčija, 1791–1865)
- John Frederick William Herschel (Anglija, 1792–1871)
- John Thomas Romney Robinson (Irska, 1792–1882)
- James Dunlop (Škotska, Avstralija, 1793–1848)
- Friedrich Georg Wilhelm von Struve (Nemčija, Rusija, 1793–1864)
- Karl Ludwig Hencke (Nemčija, 1793–1866)
- Jacques Babinet (Francija, 1794–1872)
- Johann Heinrich Mädler (Nemčija, 1794–1874)
- Peter Andreas Hansen (Danska, Nemčija, 1795–1874)
- Lambert Adolphe Jacques Quételet (Belgija, 1796–1874)
- Wilhelm Wolff Beer (Nemčija, 1797–1850)
- James Ferguson (Škotska, ZDA, 1797–1867)
- Thomas James Henderson (Škotska, 1798–1844)
- John Wrottesley (Anglija, 1798–1867)
- Heinrich Ferdinand Scherk (Nemčija, 1798–1885)
- William Rutter Dawes (Anglija, 1799–1868)
- Friedrich Wilhelm August Argelander (Nemčija, 1799–1875)
- William Lassell (Anglija, 1799–1880)
- Jean-Félix Adolphe Gambart (Francija, 1800–1836)
- William Parsons Rosse (Anglija, Irska, 1800–1867)
- Otto August Rosenberger (Nemčija, 1800–1890)

## 19. stoletje
- George Biddell Airy (Anglija, 1801–1892)
- Hermann Mayer Salomon Goldschmidt (Nemčija, Francija, 1802–1866)
- John William Lubbock (Anglija, 1803–1865)
- James Challis (Anglija, 1803–1882)
- John Pringle Nichol (Škotska, 1804–1859)
- Alvan Clark (ZDA, 1804–1887)
- Francesco de Vico (Italija, 1805–1848)
- Manuel John Johnson (Anglija, 1805–1859)
- William Rowan Hamilton (Irska, 1805–1865)
- Christian August Friedrich Peters (Nemčija, 1806–1880)
- Carl Wolfgang Benjamin Goldschmidt (Nemčija, 1807–1851)
- Thomas William Webb (Anglija, 1807–1885)
- Robert Main (Anglija, 1808–1878)
- James Nasmyth (Škotska, 1808–1890)
- Charles Pritchard (Anglija, 1808–1893)
- Ormbsy McKnight Mitchel (ZDA, 1809–1862)
- Benjamin Peirce (ZDA, 1809–1880)
- James Melville Gillis (ZDA, 1811–1865)
- Karl Ludwig von Littrow (Avstrija, 1811–1877)
- Urbain-Jean Joseph Le Verrier (Francija, 1811–1877)
- Ercole Dembowski (Italija, 1812–1881)
- Johann Gottfried Galle (Nemčija, 1812–1910)
- Yvon Villarceau (Francija, 1813–1883)
- Christian Heinrich Friedrich Peters (Nemčija, ZDA, 1813–1890)
- Anders Jonas Angström (Švedska, 1814–1874)
- Robert Grant (Škotska, 1814–1892)
- Daniel Kirkwood (ZDA, 1814–1895)
- Hervé-Auguste-Etienne-Albans Faye (Francija, 1814–1902)
- Warren de la Rue (Anglija, 1815–1889)
- Gustave-Adolphe Hirn (Francija, 1815–1890)
- Andrew Graham (Irska, 1815–1908)
- Charles-Eugène Delaunay (Francija, 1816–1872)
- John Birmingham (Irska, 1816–1884)
- Rudolf Johann Wolf (Švica, 1816–1893)
- Jean Frédéric Frenet (Francija, 1816–1900)
- William Allen Miller (Anglija, 1817–1870)
- Karl Rudolph Powalky (Nemčija, ZDA, 1817–1881)
- Pietro Angelo Secchi (Italija, 1818–1878)
- Maria Mitchell (ZDA, 1818–1889)
- Jean Bernard Léon Foucault (Francija, 1819–1868)
- John Couch Adams (Anglija, 1819–1892)
- Annibale de Gasparis (Italija, 1819–1892)
- Joseph-Alfred Serret (Francija, 1819–1885)
- Theodor Johan Christian Ambders Brorsen (Danska, 1819–1895)
- Otto Vasiljevič Struve (Rusija, 1819–1905)
- Victor Alexandre Puiseux (Francija, 1820–1883)
- Édouard Albert Roche (Francija, 1820–1883)
- Lewis A. Swift (ZDA, 1820–1913)
- Amédée Mouchez (Francija, 1821–1892)
- Ernst Wilhelm Leberecht Tempel (Nemčija, 1821–1889)
- Heinrich Louis d'Arrest (Nemčija, 1822–1875)
- Friedrich Wilhelm Gustav Spörer (Nemčija, 1822–1895)
- Karl Theodor Robert Luther (Nemčija, 1822–1900)
- Jean Chacornac (Francija, 1823–1873)
- John Russell Hind (Anglija, 1823–1895)
- Lorenzo Respighi (Italija, 1824–1889)
- Benjamin Apthorp Gould (ZDA, 1824–1896)
- Pierre Janssen (Francija, 1824–1907)
- William Huggins (Anglija, 1824–1910)
- Johann Friedrich Julius Schmidt (Nemčija, 1825–1884)
- George Phillips Bond (ZDA, 1826–1865)
- Giovanni Battista Donati (Italija, 1826–1873)
- Richard Christopher Carrington (Anglija, 1826–1875)
- Joseph Winlock (ZDA, 1826–1875)
- Emmanuel Liais (Francija, 1826–1900)
- Ernst Friedrich Wilhelm Klinkerfues (Nemčija, 1827–1884)
- George Bassett Clark (ZDA, 1827–1891)
- Étienne Léopold Trouvelot (Francija, 1827–1895)
- Charles Joseph Étienne Wolf (Francija, 1827–1918)
- Albert Marth (Nemčija, 1828–1897)
- Charles Wesley Tuttle (ZDA, 1829–1881)
- Norman Robert Pogson (Anglija, 1829–1891)
- Isaac Roberts (Wales, 1829–1904)
- Asaph Hall (ZDA, 1829–1907)
- Didrik Magnus Axel Möller (Švedska, 1830–1896)
- Edward James Stone (Anglija, 1831–1897)
- Fjodor Aleksandrovič Bredihin (Rusija, 1831–1904)
- Alvan Graham Clark (ZDA, 1832–1897)
- Maurice Loewy (Avstrija, Francija, 1833–1907)
- Jan Kowalczyk (Poljska, 1833–1911)
- Johann Karl Friedrich Zöllner (Nemčija, 1834–1882)
- Samuel Pierpont Langley (ZDA, 1834–1906)
- Charles Augustus Young (ZDA, 1834–1908)
- John Tebbutt (Avstralija, 1834–1916)
- Friedrich August Theodor Winnecke (Nemčija, 1835–1897)
- Simon Newcomb (Kanada, ZDA, 1835–1909)
- Giovanni Virginio Schiaparelli (Italija, 1835–1910)
- Rodolphe Radau (Francija, 1835–1911)
- Alexander Stewart Herschel (Anglija, 1836–1907)
- Joseph Norman Lockyer (Anglija, 1836–1920)
- Henry Draper (ZDA, 1837–1882)
- Richard Anthony Proctor (Anglija, 1837–1888)
- Magnus Nyrén (Švedska, 1837–1921)
- Édouard Jean-Marie Stephan (Francija, 1837–1923)
- James Craig Watson (ZDA, 1838–1880)
- Thorvald Nicolai Thiele (Danska, 1838–1910)
- George William Hill (ZDA, 1838–1914)
- Arthur Georg Friedrich Julius von Auwers (Nemčija, 1838–1915)
- Cleveland Abbe (ZDA, 1838–1916)
- Sherburne Wesley Burnham (ZDA, 1838–1921)
- Hendricus Gerardus van de Sande Bakhuyzen (Nizozemska, 1838–1923)
- Georges Antoine Pons Rayet (Francija, 1839–1906)
- Nils Christoffer Dunér (Švedska, 1839–1914)
- George Mary Searle (ZDA, 1839–1918)
- Horace Parnell Tuttle (ZDA, 1839–1923)
- Viktor Knorre (Rusija, 1840–1919)
- John Alfred Brashear (ZDA, 1840–1920)
- Theodor von Oppolzer (Avstrija, 1841–1886)
- Andrew Ainslie Common (Anglija, 1841–1903)
- Hermann Carl Vogel (Nemčija, 1841–1907)
- Nicolas Camille Flammarion (Francija, 1842–1925)
- Alphonse Louis Nicolas Borrelly (Francija, 1842–1926)
- John Macon Thome (ZDA, Argentina, 1843–1908)
- David Gill (Škotska, 1843–1914)
- Carl Theodor Albrecht (Nemčija, 1843–1915)
- William de Wiveleslie Abney (Anglija, 1843–1920)
- William Robert Brooks (ZDA, 1844–1922)
- Henri Joseph Anastase Perrotin (Francija, 1845–1904)
- George Howard Darwin (Anglija, 1845–1912)
- William Henry Mahoney Christie (Anglija, 1845–1922)
- Đuro Pilar (Hrvaška, 1846–1893)
- Lewis Boss (ZDA, 1846–1912)
- Seth Carlo Chandler mlajši (ZDA, 1846–1913)
- Edward Singleton Holden (ZDA, 1846–1914)
- Johan Oskar Backlund (Švedska, Rusija, 1846–1916)
- Edward Charles Pickering (ZDA, 1846–1919)
- Antonio Abetti (Italija, 1846–1928)
- Ilijodor Ivanovič Pomerancev (Rusija, 1847–1921)
- Sarah Frances Whiting (ZDA, 1847–1927)
- Johann George Hagen (Avstrija, 1847–1930)
- François Félix Tisserand (Francija, 1848–1896)
- Henry Augustus Rowland (ZDA, 1848–1901)
- Paul-Pierre Henry (Francija, 1848–1905)
- Margaret Lindsay Huggins (Irska, 1848–1915)
- Elia Millosevich (Italija, 1848–1919)
- Johann Palisa (Avstrija, 1848–1925)
- James Whitbread Lee Glaisher (Anglija, 1848–1928)
- Édouard Benjamin Baillaud (Francija, 1848–1934)
- Carl Friedrich Wilhelm Peters (Nemčija, 1849–1894)
- Prosper Henry (Francija, 1849–1903)
- Jérôme Eugène Coggia (Francija, 1849–1919)
- William Henry Finlay (Južna Afrika, 1849–1924)
- Hugo von Seeliger (Nemčija, 1849–1924)
- Ivo Benko (Hrvaška, 1851–1903)
- Spiru Haret (Romunija, 1851–1912)
- Jacobus Cornelius Kapteyn (Nizozemska, 1851–1922)
- Edward Walter Maunder (Anglija, 1851–1928)
- Camille Guillaume Bigourdan (Francija, 1851–1932)
- William Sadler Franks (Anglija, 1851–1935)
- John Dreyer (Danska, Irska, 1852–1926)
- Leo Anton Karl de Ball (Nemčija, Avstrija, 1853–1916)
- Thomas David Anderson (Škotska, 1853–1932)
- Henri-Alexandre Deslandres (Francija, 1853–1948)
- Heinrich Carl Friedrich Kreutz (Nemčija, 1854–1907)
- Karl Hermann Struve (Rusija, Nemčija, 1854–1920)
- Solon Irving Bailey (ZDA, 1854–1931)
- Aristarh Apolonovič Belopolski (Rusija, 1854–1934)
- Anders Lindstedt (Švedska, 1854–1939)
- Ivan Sušnik (Slovenija, 1854–1942)
- Percival Lowell (ZDA, 1855–1916)
- Spiridon Gopčević (Hrvaška, 1855–1928)
- Pierre Henri Puiseux (Francija, 1855–1928)
- François Gonnessiat (Francija, 1856–1934)
- Friedrich Karl Küstner (Nemčija, 1856–1936)
- James Edward Keeler (ZDA, 1857–1900)
- Williamina Fleming (Škotska, ZDA, 1857–1911)
- Edward Emerson Barnard (ZDA, 1857–1923)
- Samuel Oppenheim (Avstrija, 1857–1928)
- Oton Kučera (Hrvaška, 1857–1931)
- Aleksander Markelovič Ždanov (Rusija, 1858–1914)
- Ljudvig Ottovič Struve (Rusija, 1858–1920)
- Francis Preserved Leavenworth (ZDA, 1858–1928)
- Thomas Henry Espinell Compton Espin (Anglija, 1858–1934)
- William Henry Pickering (ZDA, 1858–1938)
- Svante August Arrhenius (Švedska, 1859–1927)
- Karl Petrus Theodor Bohlin (Švedska, 1860–1939)
- Herbert Hall Turner (Anglija, 1861–1930)
- Robert Thorburn Ayton Innes (Škotska, 1861–1933)
- Arthur Stanley Williams (Anglija, 1861–1938)
- Carl Vilhelm Ludwig Charlier (Švedska, 1862–1934)
- William Wallace Campbell (ZDA, 1862–1938)
- Alfred Lothar Wegener (Nemčija, 1863–1932)
- Max Franz Joseph Cornelius Wolf (Nemčija, 1863–1932)
- Annie Jump Cannon (ZDA, 1863–1941)
- Auguste Honoré Charlois (Francija, 1864–1910)
- Robert Grant Aitken (ZDA, 1864–1951)
- John Evershed (Anglija, 1864–1956)
- Pavel Karlovič Šternberg (Rusija, 1865–1920)
- Andrew Claude de la Cherois Crommelin (Anglija, 1865–1939)
- John Stanley Plaskett (Kanada, 1865–1941)
- Walter Frederick Gale (Avstralija, 1865–1945)
- Joel Hastings Metcalf (ZDA, 1866–1925)
- Ernest William Brown (Anglija, ZDA, 1866–1938)
- Ralph Allen Sampson (Anglija, 1866–1939)
- Dayton Clarence Miller (ZDA, 1866–1941)
- Carl Gustav Witt (Danska, 1866–1946)
- Antonia Maury (ZDA, 1866–1952)
- Sergej Konstantinovič Kostinski (Rusija, 1867–1936)
- Aleksander Aleksandrovič Ivanov (Rusija, 1867–1939)
- Charles Dillon Perrine (Argentina, ZDA, 1867–1951)
- Henrietta Swan Leavitt (ZDA, 1868–1921)
- Josep Comas i Solà (Španija, 1868–1937)
- George Ellery Hale (ZDA, 1868–1938)
- Frank Watson Dyson (Anglija, 1868–1939)
- Alfred Fowler (Anglija, 1868–1940)
- Theodore Evelyn Reece Phillips (Anglija, 1868–1942)
- Charles Hitchcock Adams (ZDA, 1868–1951)
- Armin Otto Leuschner (ZDA, Nemčija, 1868–1953)
- Hisaši Kimura (Japonska, 1870–1943)
- Eugène Michel Antoniadi (Francija, 1870–1944)
- Svante Elis Strömgren (Švedska, Danska, 1870–1947)
- Sergej Nikolajevič Blažko (Rusija, 1870–1956)
- Friedrich Karl Arnold Schwassmann (Nemčija, 1870–1964)
- Johan August Hugo Gylden (Švedska, 1871–1896)
- Edward Doane Swift (ZDA, 1871–1935)
- Frank Schlesinger (ZDA, 1871–1943)
- William Hammond Wright (ZDA, 1871–1959)
- Willem de Sitter (Nizozemska, 1872–1934)
- Heber Doust Curtis (ZDA, 1872–1942)
- Forest Ray Moulton (ZDA, 1872–1952)
- Anton Staus (Nemčija, 1872–1955)
- Charles Greeley Abbot (ZDA, 1872–1973)
- Karl Schwarzschild (Nemčija, 1873–1916)
- Michel Giacobini (Francija, 1873–1938)
- Arthur Robert Hinks (Anglija, 1873–1945)
- Carl Östen Emanuel Bergstrand (Švedska, 1873–1948)
- Karl Frithof Sundman (Finska, 1873–1949)
- Carl Otto Lampland (ZDA, 1873–1951)
- Antonie Pannekoek (Nizozemska, 1873–1960)
- Frank Elmore Ross (ZDA, 1874–1960)
- William Weber Coblentz (ZDA, 1873–1962)
- Frederick Hanley Seares (ZDA, 1873–1964)
- Ejnar Hertzsprung (Danska, 1873–1967)
- Lipót Schulhof (Madžarska, 1874–1921)
- Kijocugu Hirajama (Japonska, 1874–1943)
- Samuel Alfred Mitchell (Kanada, 1874–1960)
- Gavril Adrijanovič Tihonov (Rusija, 1875–1950)
- John Francis Skjellerup (Avstralija, Republika Južna Afrika, 1875–1952)
- Vesto Melvin Slipher (ZDA, 1875–1969)
- Carl Wilhelm Wirtz (Nemčija, 1876–1939)
- Ernest Benjamin Esclangon (Francija, 1876–1954)
- Walter Sydney Adams (ZDA, 1876–1956)
- John August Anderson (ZDA, 1876–1959)
- James Hopwood Jeans (Anglija, 1877–1946)
- Henry Norris Russell (ZDA, 1877–1957)
- Gabrielle Renaudot Flammarion (Francija, 1877–1962)
- John Grigg (Nova Zelandija, 1878–1920)
- Raymond Smith Dugan (ZDA, 1878–1940)
- William Otto Brunner (Švica, 1878–1958)
- Joel Stebbins (ZDA, 1878–1966)
- Hans Emil Lau (Danska, 1879–1918)
- Bernhard Voldemar Schmidt (Estonija, Švedska, Nemčija, 1879–1935)
- Henri Chrétien (Francija, 1879–1956)
- Milutin Milanković (Srbija, 1879–1958)
- Ivan Tomec (Slovenija, 1880–1950)
- Philibert Jacques Melotte (Anglija, 1880–1961)
- Benjamin Boss (ZDA, 1880–1970)
- George Van Biesbroeck (Belgija, ZDA, 1880–1974)
- Francis Gladheine Pease (ZDA, 1881–1938)
- Venjamin Pavlovič Žehovski (Rusija, Francija, 1881–1953)
- Georges Fournier (Francija, 1881–1954)
- Arthur Stanley Eddington (Anglija, 1882–1944)
- Tadeusz Banachiewicz (Poljska, 1882–1954)
- Eugène Joseph Delporte (Belgija, 1882–1955)
- Alexandre Schaumasse (Francija, 1882–1958)
- Julien Péridier (Francija, 1882–1967)
- Harold Delos Babcock (ZDA, 1882–1968)
- Alfred Harrison Joy (ZDA, 1882–1973)
- Giorgio Abetti (Italija, 1882–1982)
- Sergej Ivanovič Beljavski (Rusija, 1883–1953)
- Earl Charles Slipher (ZDA, 1883–1964)
- Fritz Goos (Nemčija, 1883–1968)
- Ernst Arnold Kohlschütter (Nemčija, 1883–1969)
- Adriaan van Maanen (ZDA, 1884–1946)
- Fernand Baldet (Francija, 1885–1964)
- Harlow Shapley (ZDA, 1885–1972)
- Grigorij Nikolajevič Neujmin (Rusija, 1886–1946)
- Gilbert Rougier (Francija, 1886–1947)
- Robert Julius Trumpler (Švica, ZDA, 1886–1956)
- John Edward Mellish (ZDA, 1886–1970)
- Nikolaj Ivanovič Dneprovski (Rusija, 1887–1944)
- John Jackson (Škotska, 1887–1958)
- Paul Willard Merrill (ZDA, 1887–1961)
- Nikola Miličević (Hrvaška, 1887–1963)
- Dinsmore Alter (ZDA, 1888–1968)
- Aleksander Aleksandrovič Mihajlov (Rusija, 1888–1983)
- Boris Petrovič Gerasimovič (Rusija, 1889–1937)
- Ralph Howard Fowler (Anglija, 1889–1944)
- John Stefanos Paraskevopoulos (Grčija, Južna Afrika, 1889–1951)
- Edwin Powell Hubble (ZDA, 1889–1953)
- Knut Emil Lundmark (Švedska, 1889–1958)
- Edison Pettit (ZDA, 1889–1962)
- Chester Burleigh Watts (ZDA, 1889–1971)
- Vasilij Grigorjevič Fesenkov (Rusija, 1889–1972)
- Nikolaj Vladimirovič Cimmerman (Rusija, 1890–1942)
- Walter Grotrian (Nemčija, 1890–1954)
- Harold Spencer Jones (Anglija, 1890–1960)
- Harold Lee Alden (ZDA, 1890–1964)
- André-Louis Danjon (Francija, 1890–1967)
- Herbert Dingle (ZDA, 1890–1978)
- Vladimir Aleksandrovič Albicki (Rusija, 1891–1952)
- Otto Juljevič Šmidt (Rusija, 1891–1956)
- Seth Barnes Nicholson (ZDA, 1891–1963)
- Frederick James Hargreaves (Anglija, 1891–1970)
- Yrjö Väisälä (Finska, 1891–1971)
- Milton Lasell Humason (ZDA, 1891–1972)
- Harold Jeffreys (Anglija, 1891–1989)
- Grigorij Abramovič Šajn (Rusija, 1892–1956)
- Cuno Hoffmeister (Nemčija, 1892–1968)
- Karl Wilhelm Reinmuth (Nemčija, 1892–1979)
- Leslie John Comrie (Nova Zelandija, 1893–1950)
- Walter Baade (Nemčija, ZDA, 1893–1960)
- Marcel Gilles Jozef Minnaert (Belgija, 1893–1970)
- Harry Hemley Plaskett (Kanada, 1893–1980)
- Gunnar Malmquist (Švedska, 1893–1982)
- Ernst Julius Öpik (Estonija, 1893–1985)
- Pelageja Fjodorovna Šajn (Rusija, 1894–1956)
- Georges Lemaître (Belgija, 1894–1966)
- William Herbert Steavenson (Anglija, 1894–1975)
- Bertil Lindblad (Švedska, 1895–1965)
- Rudolph Minkowski (Nemčija, ZDA, 1895–1976)
- Slavko Rozgaj (Hrvaška, 1895–1978)
- Dimitrij Dimitrijevič Maksutov (Rusija, 1896–1964)
- Priscilla Fairfield Bok (ZDA, 1896–1975)
- Nikolaj Fjodorovič Bobrovnikov (Rusija, ZDA, 1896–1988)
- Bernard Ferdinand Lyot (Francija, 1897–1952)
- Otto Struve (Ukrajina, ZDA, 1897–1963)
- Jusuke Hagihara (Japonska, 1897–1979)
- Paul Oswald Ahnert (Nemčija, 1897–1989)
- Ira Sprague Bowen (ZDA, 1898–1973)
- Fritz Zwicky (Švica, ZDA, 1898–1974)
- Charlotte Moore Sitterly (ZDA, 1898–1990)
- Carlyle Smith Beals (Kanada, 1899–1979)
- Otto Eduard Neugebauer (Avstrija, ZDA, 1899–1990)
- Willem Jacob Luyten (Nizozemska, ZDA, 1899–1994)
- Francesco Zagar (Hrvaška, Italija, 1900–1976)
- Cecilia Payne-Gapoškin (ZDA, 1900–1979)
- Leslie Copus Peltier (ZDA, 1900–1980)
- Jan Hendrik Oort (Nizozemska, 1900–1992)
- Nikolaj Nikolajevič Parijski (Rusija, 1900–1996)

## 20. stoletje
- Antonín Bečvář (Slovaška, 1901–1965)
- Semjon Emanujilovič Hajkin (Rusija, 1901–1968)
- Donald Howard Menzel (ZDA, 1901–1976)
- Otto Hermann Leopold Heckmann (Nemčija, 1901–1983)
- Peter van de Kamp (Nizozemska, ZDA, 1901–1995)
- Louis Boyer (Francija, 1901–1999)
- André Patry (Francija, 1902–1960)
- Dirk Brouwer (Nizozemska, ZDA, 1902–1966)
- Wallace John Eckert (ZDA, 1902–1971)
- Reginald Purdon de Kock (Južna Afrika, 1902–1980)
- Arthur Arno Wachmann (Nemčija, 1902–1990)
- Sylvain Julien Victor Arend (Luksemburg, Belgija, 1902–1992)
- Kazimierz Kordylewski (Poljska, 1903–1981)
- Franjo Dominko (Slovenija, 1903–1987)
- Cyril V. Jackson (Južna Afrika, 1903–1988)
- Alan William James Cousins (Južna Afrika, 1903–2001)
- Igor Vladimirovič Belkovič (Rusija, 1904–1949)
- Robert George Harrington (ZDA, 1904–1987)
- Lev Emanujilovič Gurevič (Rusija, 1904–1990)
- Boris Aleksandrovič Voroncov-Veljaminov (Rusija, 1904–1994)
- Åke Wallenquist (Švedska, 1904–1994)
- William Hunter McCrea (Irska, Anglija, 1904–1999)
- Alfred Bohrmann (Nemčija, 1904–2000)
- Karl Guthe Jansky (ZDA, 1905–1950)
- Fernand Rigaux (Belgija, 1906–1962)
- Gerard Peter Kuiper (Nizozemska, ZDA, 1905–1973)
- Albrecht Otto Johannes Unsöld (Nemčija, 1905–1995)
- Albert Edward Whitford (ZDA, 1905–2002)
- Bart Jan Bok (Nizozemska, 1906–1983)
- Richard van der Riet Woolley (Anglija, 1906–1986)
- Thomas George Cowling (Anglija, 1906–1990)
- Bengt Edlén (Švedska, 1906–1993)
- Nicholas Ulrich Mayall (ZDA, 1906–1993)
- William Wilson Morgan (ZDA, 1906–1994)
- Clyde William Tombaugh (ZDA, 1906–1997)
- Fred Lawrence Whipple (ZDA, 1906–2004)
- Alfred Schmitt (Francija, 1907–1972)
- Ludwig Franz Benedict Biermann (Nemčija, 1907–1986)
- Naum Lvovič Kajdanovski (Rusija, 1907–2010)
- Dorrit Hoffleit (ZDA, 1907–2007)
- Gerald Maurice Clemence (ZDA, 1908–1974)
- Paul Herget (ZDA, 1908–1981)
- Bengt Strömgren (Danska, 1908–1987)
- Viktor Amazaspovič Ambarcumjan (Armenija, 1908–1996)
- Erik Bertil Holmberg (Švedska, 1908–2000)
- Jean-Henri Focas (Grčija, Francija, 1909–1969)
- Jurij Naumovič Lipski (Rusija, 1909–1978)
- Olin Chaddock Wilson (ZDA, 1909–1994)
- Jesse Leonard Greenstein (ZDA, 1909–2002)
- Louis George Henyey (ZDA, 1910–1970)
- Josef Allen Hynek (ZDA, 1910–1986)
- Carl Alvar Wirtanen (ZDA, 1910–1990)
- Subrahmanyan Chandrasekhar (Indija, ZDA, 1910–1995)
- Milorad B. Protić (Srbija, 1910–2001)
- Henry Lee Giclas (ZDA, 1910–2007)
- Carl Keenan Seyfert (ZDA, 1911–1960)
- Vladimir Aleksejevič Krat (Rusija, 1911–1983)
- Raymond Arthur Lyttleton (Anglija, 1911–1995)
- Grote Reber (ZDA, 1911–2002)
- Eva Ahnert-Rohlfs (Nemčija, 1912–1954)
- Ruby Payne Scott (Avstralija, 1912–1981)
- Martin Schwarzschild (Nemčija, ZDA, 1912–1997)
- George Eric Deacon Alcock (Anglija, 1912–2000)
- Horace Welcome Babcock (ZDA, 1912–2003)
- Gleb Aleksandrovič Čebotarjov (1913–1975)
- Guillermo Haro (Mehika, 1913–1988)
- Minoru Honda (Japonska, 1913–1990)
- Gabrijel Divjanović (Hrvaška, 1913–1991)
- Erik Tengström (Švedska, 1913–1996)
- Lawrence Hugh Aller (ZDA, 1913–2003)
- Bernard Lovell (Anglija, 1913–2012)
- Paul Ledoux (Belgija, 1914–1988)
- John Caister Bennett (Južna Afrika, 1914–1990)
- Lyman Strong Spitzer mlajši (ZDA, 1914–1997)
- James Gilbert Baker (ZDA, 1914–2005)
- Charles Fehrenbach (Francija, 1914–2008)
- Adriaan Blaauw (Nizozemska, 1914–2010)
- Kiril Pavlovič Florenski (Rusija, 1915–1982)
- Wilhelm Gliese (Nemčija, 1915–1993)
- Fred Hoyle (Anglija, 1915–2001)
- Liisi Oterma (Finska, 1915–2001)
- Ľudmila Pajdušáková (Slovaška, 1916–1979)
- Josip Samujilovič Šklovski (Ukrajina, 1916–1985)
- Herbert Friedman (ZDA, 1916–2000)
- Robert Hanbury Brown (Anglija, 1916–2002)
- Daniel du Toit (Južna Afrika, 1917–1981)
- Joseph Ashbrook (ZDA, 1918–1980)
- Martin Ryle (Anglija, 1918–1984)
- Gérard Henri de Vaucouleurs (Francija, ZDA, 1918–1995)
- Antonín Mrkos (Češka, 1918–1996)
- Hendrik Christoffel van de Hulst (Nizozemska, 1918–2000)
- Tamara Mihajlovna Smirnova (Rusija, 1918–2001)
- Albert George Wilson (ZDA, 1918–2012)
- Edward Robert Harrison (Anglija, 1919–2007)
- Eleanor Margaret Peachey Burbidge (Anglija, 1919–2020)
- Feliks Jurjevič Zigel (Rusija, 1920–1988)
- Cornelis Johannes van Houten (Nizozemska, 1920–2002)
- Thomas Gold (Avstrija, Anglija, ZDA, 1920–2004)
- George Howard Herbig (ZDA, 1920–2013)
- Albert F. A. L. Jones (Nova Zelandija, 1920–2013)
- Harold Lester Johnson (1921–1980)
- Kiril Nikolajevič Tavastšerna (Rusija, 1921–1982)
- Antoinette de Vaucouleurs (Francija, ZDA, 1921–1987)
- Jean Delhaye (Francija, 1921–2001)
- Ronald Newbold Bracewell (Avstralija, ZDA, 1921–2007)
- Ingrid van Houten-Groeneveld (Nizozemska, 1921–2015)
- Cornelis de Jager (Nizozemska, 1921–2021)
- John Gatenby Bolton (Anglija, Avstralija, 1922–1993)
- Aden Baker Meinel (ZDA, 1922–2011)
- John Paul Wild (Avstralija, 1923–2008)
- Patrick Moore (Anglija, 1923–2012)
- Francis Graham-Smith (Anglija, 1923–2025)
- Henri Debehogne (Belgija, 1924–2007)
- Donald Edward Osterbrock (ZDA, 1924–2007)
- Audouin Charles Dollfus (Francija, 1924–2010)
- Antony Hewish (Anglija, 1924–2021)
- Geoffrey Ronald Burbidge (Anglija, 1925–2010)
- Tom Gehrels (Nizozemska, ZDA, 1925–2011)
- Paul Wild (Švica, 1925–2014)
- Lazar Lvovič Bazeljan (Ukrajina, 1926–2001)
- Paolo Maffei (Italija, 1926–2009)
- Allan Rex Sandage (ZDA, 1926–2010)
- Vainu Bappu (Indija, 1927–1982)
- George Ogden Abell (ZDA, 1927–1983)
- Halton Christian Arp (ZDA, 1927–2013)
- William Ashley Bradfield (Nova Zelandija, 1927–2014)
- Robert Paul Kraft (ZDA, 1927–2015)
- Leon Mestel (Anglija, 1927–2017)
- Arnold Wolfendale (Anglija, 1927–2020)
- Eugene Merle Shoemaker (ZDA, 1928–1997)
- Vera Cooper Rubin (ZDA, 1928–2016)
- Bernard Flood Burke (ZDA, 1928–2018)
- Carolyn Jean Spellmann Shoemaker (ZDA, 1929–2021)
- Maarten Schmidt (Nizozemska, ZDA, 1929–2022)
- Sidney van den Bergh (Nizozemska, Kanada, 1929–)
- Vladimir Georgiev Škodrov (Bolgarija, 1930–2010)
- Viktor Kuzmič Abalakin (Rusija, 1930–2018)
- Freimut Börngen (Nemčija, 1930–2021)
- Frank Drake (ZDA, 1930–2022)
- Cutomu Seki (Japonska, 1930–)
- Robert Burnham mlajši (ZDA, 1931–1993)
- Nikolaj Stepanovič Černih (Rusija, 1931–2004)
- Michel Hénon (Francija, 1931–2013)
- Jasuo Tanaka (Japonska, 1931–2018)
- William Kent Ford mlajši (ZDA, 1931–2023)
- Martin Otto Harwit (Češka, ZDA, 1931–)
- Eleanor Francis Helin (ZDA, 1932–2009)
- Nikolaj Semjonovič Kardašov (Rusija, 1932–2019)
- Gerald Neugebauer (ZDA, 1932–2014)
- Jurij Nikolajevič Parijski (Rusija, 1932–2021)
- Gustav Andreas Tammann (Nemčija, 1932–2019)
- Frank James Low (ZDA, 1933–2009)
- Pavla Ranzinger (Slovenija, 1933–2024)
- Vladis Vujnović (Hrvaška, 1933–2025)
- Carl Sagan (ZDA, 1934–1996)
- John Norris Bahcall (ZDA, 1934–2005)
- Tarmo Oja (Estonija, Švedska, 1934–2024)
- Hans-Emil Schuster (Nemčija, 1934–2024)
- David Todd Wilkinson (ZDA, 1935–2002)
- Wallace Leslie William Sargent (Anglija, ZDA, 1935–2012)
- Ljudmila Ivanovna Černih (Rusija, 1935–2017)
- Bodo Baschek (Nemčija, 1935–2022)
- Luboš Kohoutek (Češka, 1935–2023)
- Philip James Edwin Peebles (Kanada, ZDA, 1935–)
- Eric Walter Elst (Belgija, 1936–2022)
- Nigel Oscar Weiss (Južna Afrika, 1936–2020)
- Peter Nilson (Švedska, 1937–1998)
- Kenneth Irwin Kellerman (ZDA, 1937–)
- Brian Geoffrey Marsden (Anglija, 1937–2010)
- James Walter Christy (ZDA, 1938–)
- James Edward Gunn (ZDA, 1938–)
- Erland Myles Standish (ZDA, 1939–)
- Bohdan Paczyński (Poljska, ZDA, 1940–2007)
- Charles Thomas Kowal (ZDA, 1940–2011)
- Kenneth Charles Freeman (Avstralija, 1940–)
- Robert Eugene Williams (ZDA, 1940 –)
- James Roger Prior Angel (ZDA, 1941–)
- Malcom Sim Longair (Škotska, 1941–)
- David Malin (Avstralija, Anglija, 1941–)
- Joseph Hooton Taylor mlajši (ZDA, 1941–)
- Richard Martin West (Danska, 1941–)
- Robert Sutton Harrington (ZDA, 1942–1993)
- Joseph Silk (Anglija, 1942–)
- Michel Mayor (Švica, 1942–)
- Christopher McKee (ZDA (1942–)
- Martin John Rees (Anglija, 1942–)
- Janet Akyüz Mattei (Turčija, ZDA , 1943–2004)
- Charles Thomas Bolton (ZDA, 1943–2021)
- Edward L. G. Bowell (ZDA, 1943–)
- Susan Jocelyn Bell Burnell (Združeno kraljestvo, 1943–)
- Bengt Gustafsson (Švedska, 1943–)
- Kaoru Ikeya (Japonska, 1943–)
- Antoine Émile Henry Labeyrie (Francija, 1943–)
- Frank Hsia-San Shu (ZDA, 1943–)
- Joseph Silk (ZDA, 1943–)
- Rašid Alijevič Sjunjajev (Rusija, 1943–)
- Leif Erland Andersson (Švedska, 1944–1979)
- Saul Joseph Adelman (ZDA, 1944–)
- Sandra Moore Faber (ZDA, 1944–)
- Claes-Ingvar Lagerkvist (Švedska, 1944–)
- Jerry Earl Nelson (ZDA, 1944–)
- Robert Andrew Schommer (ZDA, 1946–2001)
- Aleksander Wolszczan (Poljska, 1946–)
- Takeši Urata (Japonska, 1947–2012)
- Loren C. Ball (ZDA, 1947–)
- Marc Davis (ZDA, 1947–)
- Walter Ferreri (Italija, 1948–)
- Muhamed Muminović (Bosna in Hercegovina, 1948–)
- David J. Stevenson (Nova Zelandija, ZDA, 1948–)
- Thomas Bopp (ZDA, 1949–2018)
- Roger David Blandford (Anglija, 1949–)
- Robert Paul Kirshner (ZDA, 1949–)
- Zoran Knežević (Srbija, 1949–)
- Douglas N. C. Lin (ZDA, 1949–)
- Osamu Muramacu (Japonska, 1949–)
- Marc Aaronson (ZDA, 1950–1987)
- Yuji Hyakutake (Japonska, 1950–2002)
- Richard Salisbury Ellis (Wales, 1950–)
- Robert Scott McMillan (ZDA, 1950–)
- Clifford Stoll (ZDA, 1950–)
- David Axon (Anglija, 1951–2012)
- Charles Roger Alcock (ZDA, 1951–)
- Robert Kennicutt (ZDA, 1951–)
- Tošihiko Ikemura (Japonska, okoli 1952–)
- Donald Edward Machholz (ZDA, 1952–)
- George Lake (ZDA, 1953–2019)
- Geoffrey Marcy (ZDA, 1954–)
- Ewine van Dishoeck (Nizozemska, 1955–)
- Schelte John Bus (ZDA, 1956–)
- John Andrew Peacock (Anglija, 1956–)
- Jošio Kušida (Japonska, 1957–)
- Marc William Buie (ZDA, 1958–)
- Alan Hale (ZDA, 1958–)
- David C. Jewitt (Anglija, 1958–)
- Korado Korlević (Hrvaška, 1958–)
- Stefano Sposetti (Švica, 1958–)
- Andrew Lowe (Kanada, 1959–)
- Grzegorz Pojmański (Poljska, 1959–)
- R. Paul Butler (ZDA, 1960–)
- James Vernon Scotti (ZDA, 1960–)
- William Kwong Yu Yeung  (Kitajska, Kanada, ZDA, 1960–)
- Tomaž Zwitter (Slovenija, 1961–)
- Genadij Vladimirovič Borisov (Rusija, Ukrajina, 1962–)
- Marino Fonović (Hrvaška, 1964–)
- Kenneth J. Lawrence (ZDA, 1964–)
- Phil Plait (ZDA, 1964–)
- Roberto Abraham (Kanada, 1965–)
- Jana Tichá (Češka, 1965–)
- Didier Queloz (1966–)
- Miloš Tichý (Češka, 1966–)
- Andrea Boattini (Italija, 1969–)
- Amy Barger (ZDA, 1971–)
- Yanga Roland Fernández (Kanada, ZDA, 1971–)
- Andrej Guštin (Slovenija, 1971–)
- Sara Seager (Kanada, ZDA, 1971–)
- Carl W. Hergenrother (ZDA, 1973–)
- Lenka Šarounová (Češka, 1973–)
- Alexis Brandeker (Švedska, 1974–)
- Peter Kušnirák (Slovaška, 1974–)
- Audrey C. Delsanti (1976–)
- Lisa Kaltenegger (Avstrija, ZDA, 1977–)
- Scott Sander Sheppard (ZDA, 1977–)
- Mario Jurić (Hrvaška, 1979–)